# Jérôme Durand (auteur)
Jérôme Durand est né le 22 août 1972 à Epinal (Vosges)
Il est membre fondateur du Cercle K2. Le cercle K2 est une association prestigieuse de réflexion et d'échanges transdisciplinaires, active depuis 2013.
Il a écrit "Apport de l'intelligence articficielle dans la résolution des cold case" publiée le 17 octobre 2024. Egalement "L'intelligence artificielle au front dans la lutte contre la criminalité : avancées et défis" - co-écrite avec Lionel Faure, publiée le 17 mai 2024.
Ses travaux montrent son intérêt marqué pour les usages de l'IA dans le domaine de la lutte contre la criminalité organisée et la résolution de dossiers complexes.
Actuellement directeur des solutions Low Enforcement au sein de la société Oppscience, il a occupé les postes suivnats au Ministère de l'Intérieur: 
- Chef des projets technologiques à la direction centrale de la police judiciaire (Sous direction de la lutte contre la criminalité organisée, puis à la Sous direction anti-terroriste) de 2017 à 2020
- Ingénieur chargé de projets  de 2011 à 2014 à la direction centrale de la police judiciaire.
Il viens d'écrire un ouvrage sur la Bipolarité, intitulé : "Bipolarité Inside - Le parcours d'un ingénieur vu de l'Intérieur" aux éditions MAÏA.